# Phonotimpus arcitos
Espèce
Phonotimpus arcitos est une espèce d'araignées aranéomorphes de la famille des Phrurolithidae.

## Distribution
Cette espèce est endémique du Mexique. Elle se rencontre au Tamaulipas à Ciudad Victoria, à Güémez et à Hidalgo et au Nuevo León à General Zaragoza dans des grottes.

## Description
Le mâle holotype mesure 1,81 mm et la femelle paratype 2,20 mm.

## Systématique et taxinomie
Cette espèce a été décrite par Platnick, Chamé-Vázquez et Ibarra-Núñez en 2022.

## Étymologie
Son nom d'espèce lui a été donné en référence au lieu de sa découverte, la grotte Cueva de Los Arcitos.

## Publication originale
- Platnick, Chamé-Vázquez & Ibarra-Núñez, 2022 : « The guardstone spiders of the genus Phonotimpus Gertsch & Davis (Araneae: Phrurolithidae) from northeastern Mexico. » Zootaxa, no 5219(1), p. 1-48.